# Reálné gymnázium Charlotty G. Masarykové
Reálné gymnázium Charlotty G. Masarykové je zrušená dívčí střední škola v Praze. Sídlila v budově v Dušní ulici spolu se Základní školou.

## Historie
Soukromé dívčí gymnázium spolku Minerva v Praze neslo ve dvacátých letech název "Městské reálné gymnasium dívčí „Krásnohorská“ v Praze". Roku 1923 došlo k jeho rozdělení, část vyučujících a žáků se oddělila a dala vzniknout nové škole s názvem "Druhé české dívčí reálné městské gymnasium" s novým sídlem na Starém Městě v Dušní ulici čp. 19. Později škola připojila ke svému názvu jméno manželky Tomáše Garrigue Masaryka Charlotty.
Gymnázium bylo zrušeno roku 1949.

## Názvy školy
- Reálné gymnasium Ch. Masarykové, Praha I. Dušní 19
- dříve II. české městské dívčí reálné gymnasium v Praze I.[2]

## Učitelé a absolventi
Učitelé
- Klára Červenková - 1924-1934

Absolventi
- Věra Šťovíčková-Heroldová